# Tutemés II

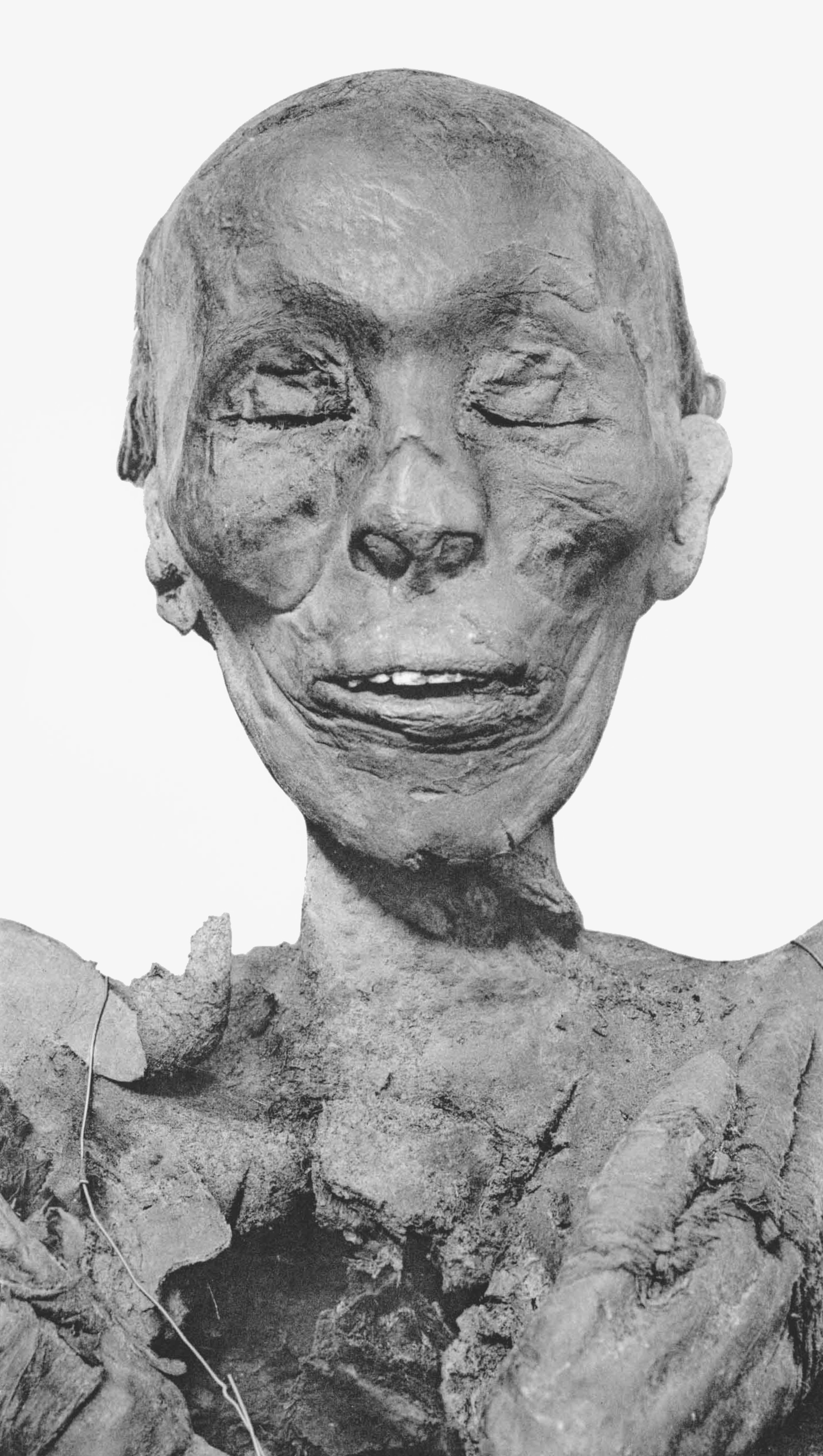
Rosto mumificado de Tutmés II.

Tutemés II, Tutemósis II, Tutmés II ou Tutmósis II foi o quarto rei da XVIII Dinastia egípcia. O historiador Manetão atribui-lhe um reinado de treze anos, mas este valor é disputado por alguns egiptólogos, que consideram mais provável ter reinado três anos. Deixou poucas inscrições nos monumentos e é pouco referido nas autobiografias da época do Império Novo.

## Biografia

### Campanhas
De acordo com uma inscrição de Assuão, um chefe do norte de Cuxe criou uma revolta contra a suserania egípcia e ameaçou as guarnições estacionadas na Núbia. Então, Tutemés II teve enviar seu exército para  subjugar seus homens e executá-los. Um dos filhos daquele chefe foi levado cativo para o Egito para ser um egípcio, e depois foi devolvido como um governante cliente.

### Feitos
O próprio faraó fez vários feitos, como, por exemplo, em Carnaque, que ergueu um tribunal de festivais em frente ao pilar da entrada do templo, que foi demolido nas reformas de Amenófis III, e a construção de um pequeno funerário, aonde seu filho ampliou, no oeste de Tebas.

### Faraó do Êxodo
No Faraó do Êxodo, Tutemés II foi um dos faraós favoritos durante a fuga de Moisés. De acordo com o historiador judeu Flávio Josefo, Tutemés faleceu quando Moisés havia fugido do Egito e seu filho Tutemés III havia reinado junto com a esposa do pai (que não era a mãe). Após a morte dela, o filho ordenou que raspasse todas as referências sobre ela. A saída dos hebreus do Egito coincide a morte de Tutemés III.

### Morte e sucessão
Seu sarcófago foi descoberto no esconderijo de Deir el-Bahri em 1881. Lá estava também os reis da XVIII e XIX dinastia egípcia. Embora seu filho Tutemés III tenha ascendido o trono, sua madrasta Hatexepsute foi que lhe sucedeu.